# Baarle-Nassau
Baarle-Nassau é um município e uma localidade no sul dos Países Baixos.
Possui fronteiras complicadas, intrincadas nos exclaves belgas de Baarle-Hertog. No total consiste em 24 partes de território disjuntas. Além da parte principal (chamada Zondereigen) localizada a norte da cidade belga de Merksplas, há vinte exclaves nos Países Baixos e três na fronteira belga-neerlandesa. Também há sete exclaves neerlandeses dentro dos exclaves belgas. Seis desses estão localizados no maior e o sétimo no segundo maior. Um oitavo exclave neerlandês está em Zondereigen.

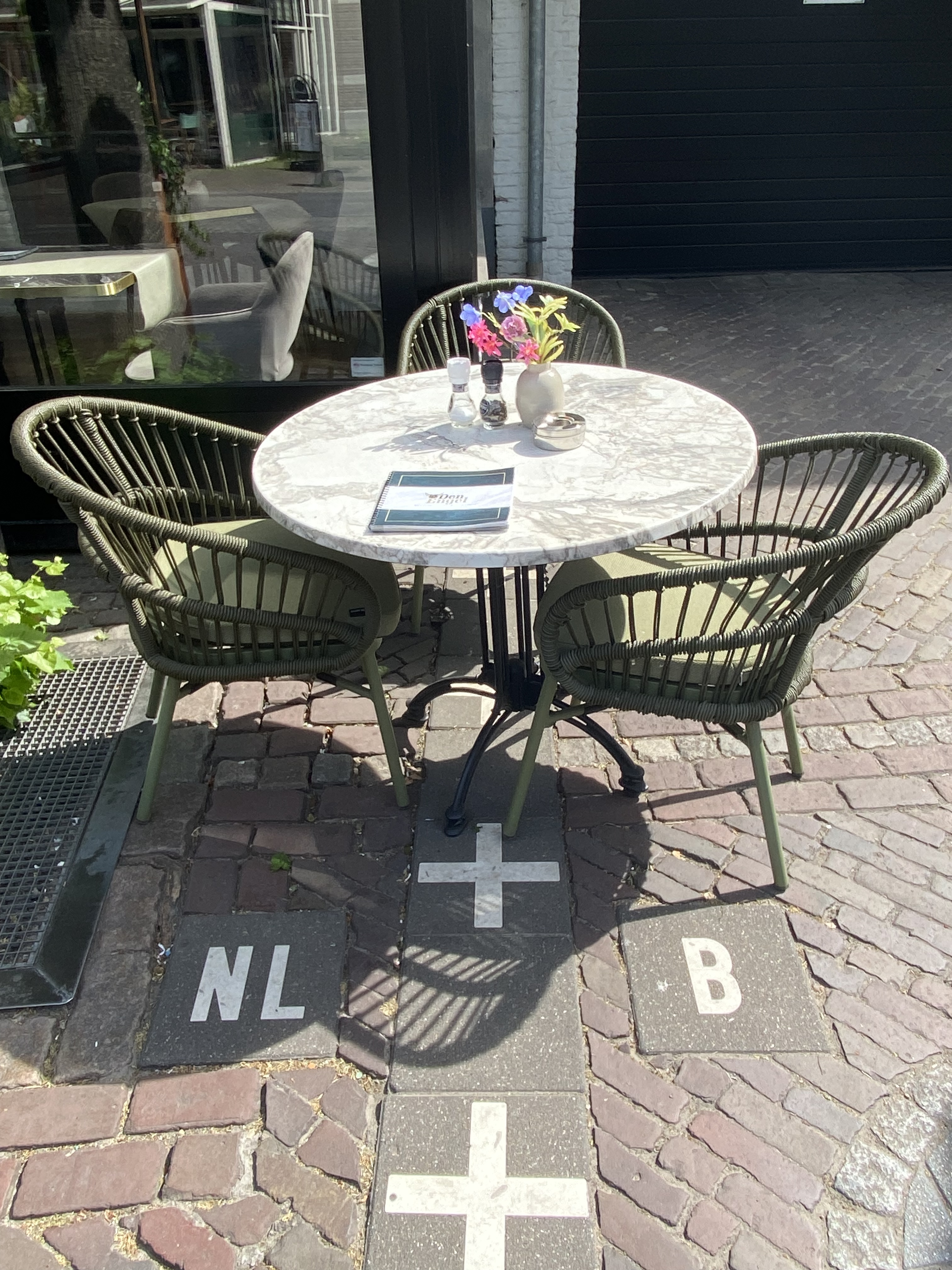
Mesa dividida pela fronteira da Holanda e Bélgica

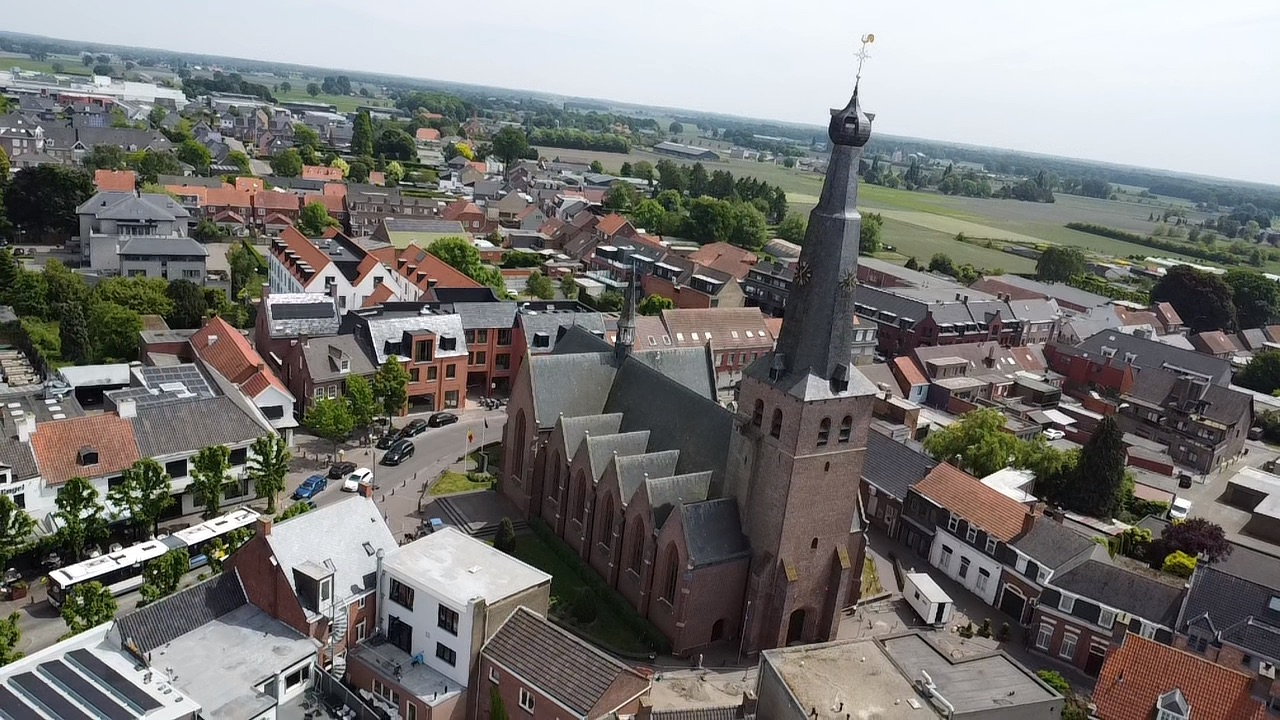
Cidade de Baarle-Nassau

## Ligações externas

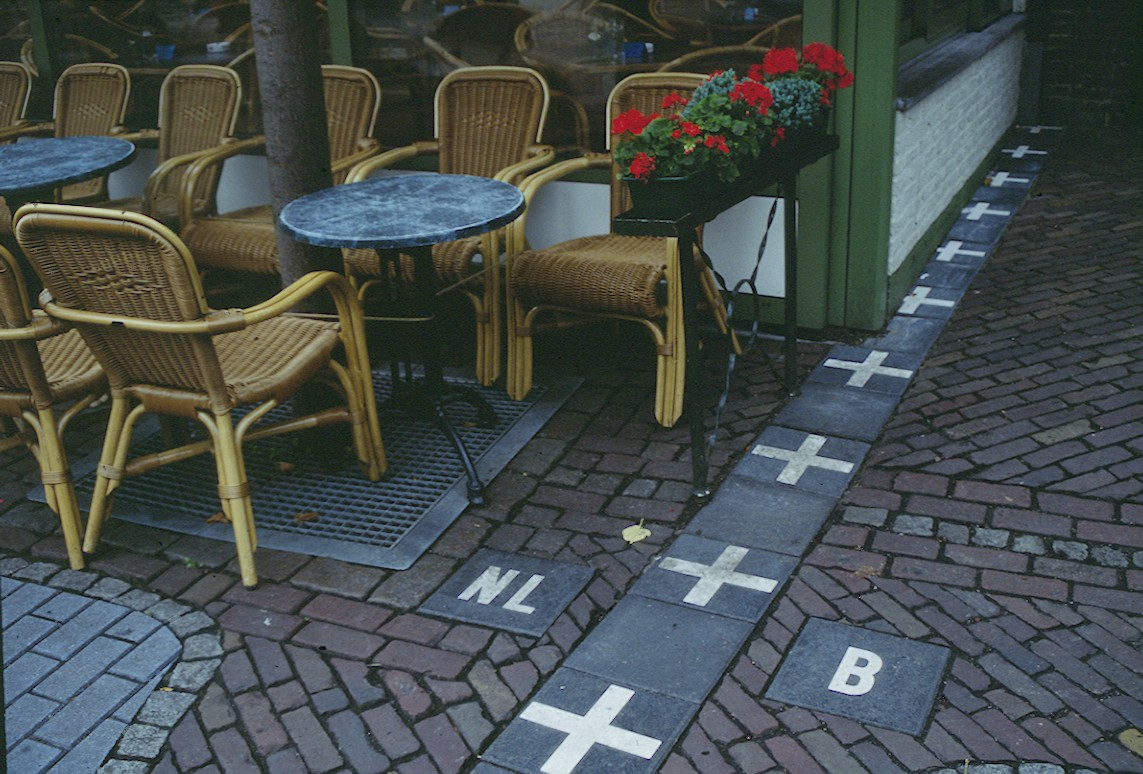
Fronteira entre Bélgica e Países Baixos, em Baarle-Nassau

## Localidades
- Baarle-Nassau
- Castelré
- Ulicoten